# Haustori

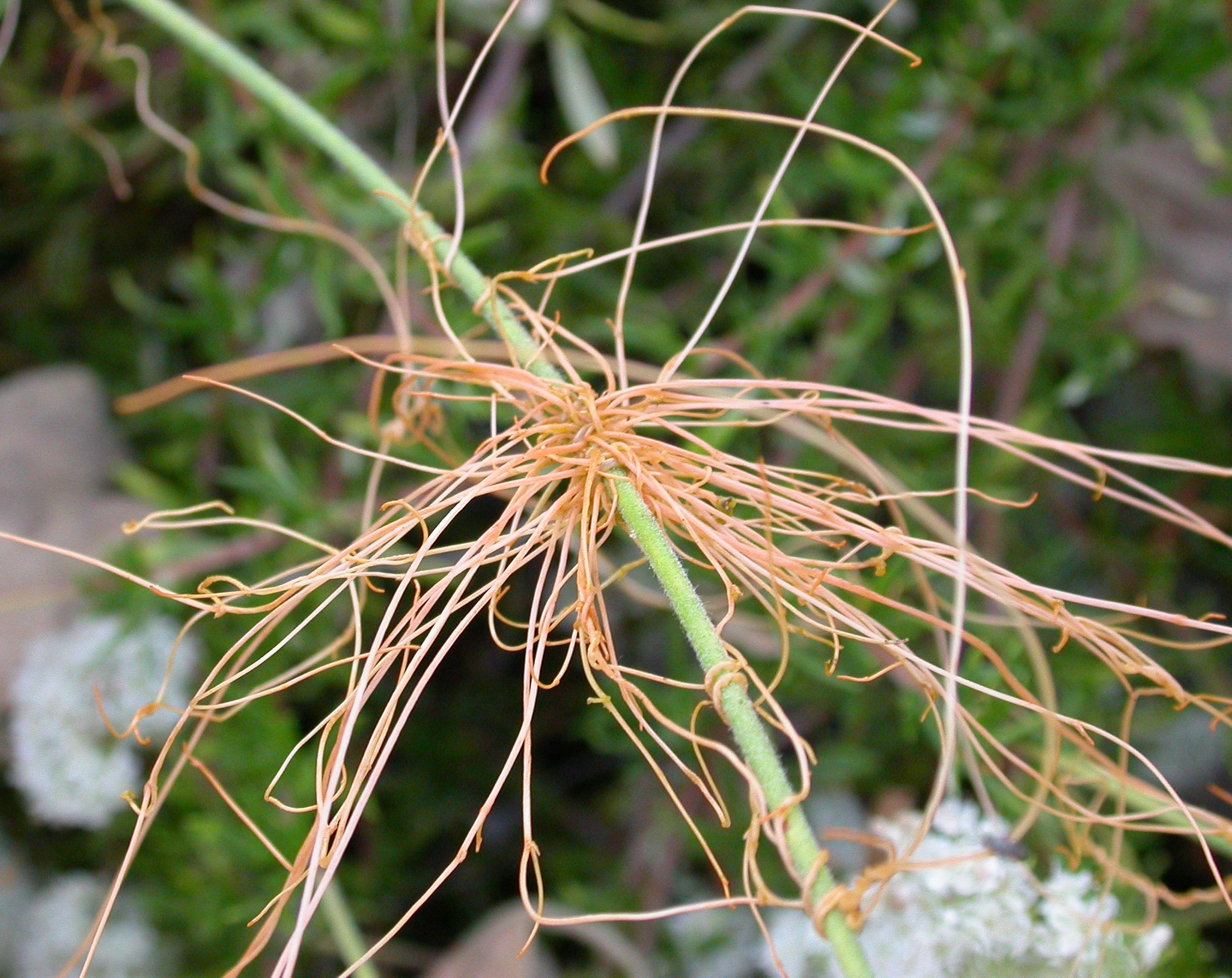
Haustoris d'una Cuscuta

Un haustori és un òrgan propi d'una planta paràsita que té la funció d'absorbir substàncies nutrients de la planta hoste. En les plantes vasculars generalment es tracta d'una arrel modificada, anomenada arrel xucladora, com és el cas dels frares (Orobanche), o bé pot tenir origen caulinar com en el cas dels cabells de Venus (Cuscuta). En els fongs és un filament micelià especialitzat que perfora les parets cel·lulars dels teixits de la planta que és parasitada.
Haustorium és el nom de la revista oficial de la Societat Internacional de Plantes Paràsites.

## Història
L'haustori es descobreix en els fongs, pel fitopatòleg alemany Anton de Bary.